# John Saohu
John Saohu (* 12. Dezember 1970) ist ein ehemaliger salomonischer Fußballschiedsrichter.
Saohu stand auf der Liste der FIFA-Schiedsrichter und leitete internationale Fußballpartien, unter anderem in der OFC Champions League.
Bei der Ozeanienmeisterschaft der Frauen 2010 in Neuseeland leitete Saohu drei Spiele, darunter das Finale zwischen Neuseeland und Papua-Neuguinea (11:0). Bei der Ozeanienmeisterschaft 2012 auf den Salomonen leitete Saohu eine Partie in der Gruppenphase. Zudem war Saohu als Schiedsrichter unter anderem in der ozeanischen Qualifikation für die Weltmeisterschaft 2014 sowie bei diversen Qualifikations- und Freundschaftsspielen im Einsatz.